# Rivière Cabonga
Pour les articles homonymes, voir Cabonga.
Ne doit pas être confondu avec Cabangan.
La rivière Cabonga est un affluent du réservoir Cabonga, coulant dans la municipalité régionale de comté (MRC) de La Vallée-de-la-Gatineau, dans la région administrative de l’Abitibi-Témiscamingue, au Québec, au Canada.
La rivière Cabonga coule dans les territoires non organisés de Lac-Lenôtre et de Lac-Pythonga. La partie inférieure de la rivière Cabonga traverse la partie est de la réserve faunique La Vérendrye.
La rivière Cabonga coule entièrement en territoire forestier. La foresterie constitue la principale activité économique de ce bassin versant ; les activités récréotouristiques, en second. La surface de la rivière est habituellement gelée de la mi-décembre à la mi-avril.

## Géographie

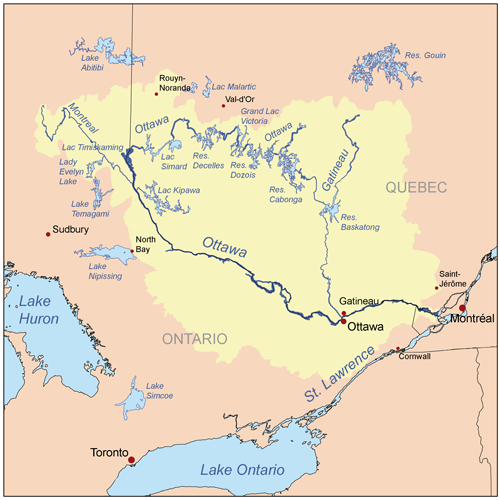
Bassin hydrographique de la rivière des Outaouais.

La rivière Cabonga prend sa source à l’embouchure d’un lac Haire (longueur : 1,2 km ; altitude : 468 m). Ce lac est enclavé par deux séries de montagnes dont un sommet de montagne atteint 520 m (côté nord-est), un autre de 423 m (côté sud du lac) et un troisième de 475 m (côté ouest).
Ce lac de tête est situé à :
- au sud-est de la ligne de partage des eaux avec le bassin versant du lac Doré qui constitue le lac de tête de la rivière Doré Ouest qui coule vers le nord-ouest, jusqu’à la rivière Doré, un affluent de la rivière des Outaouais ;
- à l'ouest de la ligne de partage des eaux avec le versant de la rivière Wahoo qui coule généralement vers le sud, jusqu’à la rivière Bélinge.

L’embouchure du lac Haire est situé à 21,2 km au nord-est de la confluence de la rivière Cabonga avec le réservoir Cabonga, à 5,1 km au sud-est du lac Doré, 4,0 km à l'ouest de la rivière Wahoo, à 15,1 km au sud-est du lac O'Sullivan, à 46,9 km au sud-est d’une baie du Lac Petawaga, à 51,1 km au nord-est de la route 117.
Les principaux bassins versants voisins de la rivière Cabonga sont :
- côté nord : rivière Doré, rivière Doré Ouest, rivière Swannee ;
- côté est : rivière Wahoo, ruisseau du Lézard ;
- côté sud : ruisseau du Lézard, rivière Wahoo, rivière Gens de Terre ;
- côté ouest : réservoir Cabonga.

À partir de l’embouchure du lac Haire, la rivière Cabonga coule sur 25,1 km selon les segments suivants :
- 7,0 km vers le sud-ouest entre deux séries de montagnes jusqu’à la rive nord-est du lac Estèbe ;
- 1,6 km vers le sud-ouest en traversant le lac Estèbe (altitude : 379 m) jusqu’à son embouchure ;
- 5,5 km vers le sud-ouest jusqu’à la zone où la rivière Cabonga s’élargit ;
- 5,0 km vers le sud-ouest, jusqu’à la confluence du ruisseau du Lézard (venant du sud-est) ;
- 6,0 km vers le sud-ouest en recueillant les eaux de la rivière Swannee (venant du nord), jusqu'à la confluence de la rivière[2].

La rivière Cabonga se décharge sur la rive est du réservoir Cabonga (altitude : 361 m. Cette confluence est située au sud de la Baie Dixie. Une île de 1,2 km barre la confluence de la rivière Cabonga. Cette confluence est enclavée entre des montagnes dont un sommet atteint 480 m (côté nord) et 481 m (côté sud).
Cette confluence de la rivière Cabonga est située, à 30,2 km au nord-est de la route 117, à 27,1 km au sud-est du cours de la rivière des Outaouais, à 119 km au nord-ouest de Maniwaki et à 130 km au sud-est de Val d’Or.

## Toponymie
D’origine amérindienne de la nation algonquine, le terme Cabonga signifie entièrement bloqué par le sable.
Le toponyme rivière Cabonga a été officialisé le 5 décembre 1968 à la Commission de toponymie du Québec.